# Kärrflugor
Kärrflugor (Sciomyzidae) är en familj av tvåvingar. Kärrflugor ingår i ordningen tvåvingar, klassen egentliga insekter, fylumet leddjur och riket djur. Enligt Catalogue of Life omfattar familjen Sciomyzidae 604 arter. 

## Bildgalleri

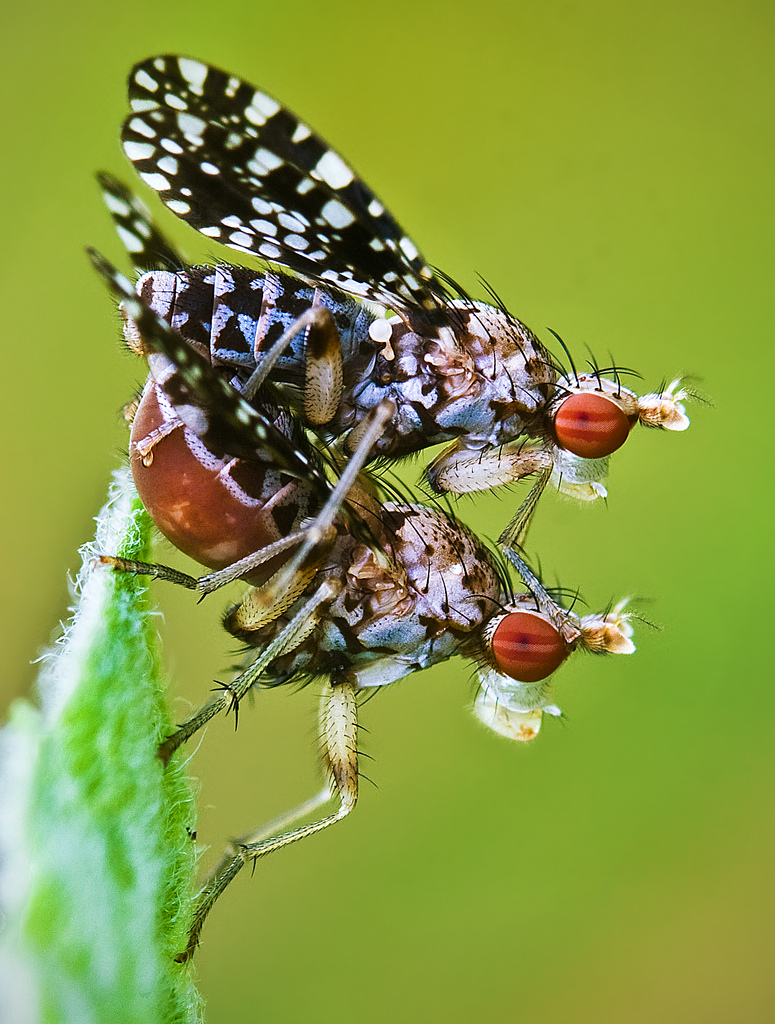
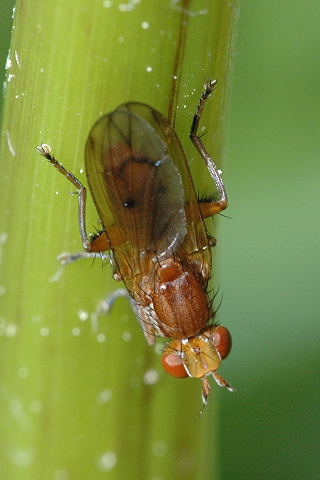

## Dottertaxa till kärrflugor, i alfabetisk ordning[1][2]
- Anticheta
- Apteromicra
- Arina
- Atrichomelina
- Calliscia
- Chasmacryptum
- Colobaea
- Coremacera
- Cylidria
- Dichetophora
- Dictya
- Dictyacium
- Dictyodes
- Ditaeniella
- Ectinocera
- Elgiva
- Ellipotaenia
- Ethiolimnia
- Eulimnia
- Euthycera
- Euthycerina
- Eutrichomelina
- Guatemalia
- Hedria
- Hoplodictya
- Hydromya
- Ilione
- Limnia
- Musca
- Neodictya
- Neolimnia
- Neuzina
- Oidematops
- Oligolimnia
- Parectinocera
- Perilimnia
- Pherbecta
- Pherbellia
- Pherbina
- Poecilographa
- Prosochaeta
- Protodictya
- Psacadina
- Pseudomelina
- Pteromicra
- Renocera
- Salticella
- Sciomyza
- Sepedomerus
- Sepedon
- Sepedonea
- Sepedonella
- Shannonia
- Steyskalina
- Tetanocera
- Tetanoceroides
- Tetanoptera
- Tetanura
- Teutoniomyia
- Thecomyia
- Trypetolimnia
- Trypetoptera
- Verbekaria